# Evie Tamala
Evie Tamala, właśc. Cucu Suryaningsih (ur. 23 czerwca 1969 w Tasikmalaya) – indonezyjska piosenkarka i aktorka. Wykonuje muzykę dangdut. Popularność zyskała za sprawą utworu „Dokter Cinta”.

## Dyskografia
- 1988: Tang Ting Tong Der
- 1989: Dokter Cinta
- 1990: Hari-hari Cinta
- 1991: Aduh Sayang
- 1998: Suara Hati Evie Tamala
- 1999: Kasmaran
- 2000: Album Cinta
- 2000: Best Of The Best Evie Tamala – Ami Sharp Award
- 2003: Getar Suara Hati
- Kandas
- Aku Rindu Padamu

Źródło: